# Giovanni Vincenzo Verzellino
Giovanni Vincenzo Verzellino (Savona, 1562 – Savona, 20 agosto 1638) è stato uno storico italiano.
È considerato uno dei più illustri storici della città di Savona . La sua opera, Delle memorie particolari e specialmente degli uomini illustri della città di Savona, restò inedita fino al 1885, quando venne pubblicata, a cura di Andrea Astengo, a Savona, dall'editore Bertolotto & Isotta. Una sua inedita biografia fu presentata da Carlo Migliardi, nel Vol.XVI (1934) degli "Atti della Società Savonese di Storia Patria".